# 趙昌期
趙昌期（1573年—1618年），字當世，號青巖，浙江寧波府慈谿縣民籍嘉興府秀水縣人。

## 生平
壬申十月二十二日生，行一，治《易經》，由監生中式癸卯鄉試四十五名舉人，年三十八歲中式萬曆三十八年庚戌科會試一百八十九名，第三甲第三十八名進士。禮部觀政，授直隸徽州府婺源縣知縣，四十一年調繁丹徒縣，四十三年陞南京兵部車駕司主事，四十六年卒。

## 家族
曾祖趙孟，贈通議大夫工部右侍郎；祖趙文華，累任少保兼太子太保工部尚書兼又副都御史；父趙怡思，原任錦衣衛正千戶；母陳氏。嚴侍下。兄允明，弟大期（廩生）；穀期；趙明欽（同科進士）。子恭嗣。

## 外部連結
- YouTube上的明朝官场现形记--婺源龙脉保卫战

| 前任： 金汝諧 | 婺源縣知縣 | 繼任： 馮開時 |